# Ho fatto un selfie
Ho fatto un selfie è un singolo del cantautore italiano Edoardo Bennato, pubblicato il 9 agosto 2019.

## Video musicale
Il videoclip, girato a Napoli, è stato pubblicato il 9 agosto 2019 sul canale YouTube del cantante.